# Trzebiatów (gmina)
Trzebiatów est une gmina mixte du powiat de Gryfice, Poméranie-Occidentale, dans le nord-ouest de la Pologne. Son siège est la ville de Trzebiatów, qui se situe environ 17 km au nord de Gryfice et 85 km au nord-est de la capitale régionale Szczecin.
La gmina couvre une superficie de 225,44 km2 pour une population de 16 482 habitants en 2016.

## Géographie
Outre la ville de Trzebiatów, la gmina inclut les villages de Bieczynko, Bieczyno, Chełm Gryficki, Chomętowo, Gąbin, Gołańcz Pomorska, Gorzysław, Gosław, Kłodkowo, Lewice, Mirosławice, Mrzeżyno, Nowielice, Paliczyno, Roby, Rogowo, Rogozina, Sadlenko, Sadlno, Siemidarżno, Trzebusz, Wlewo, Włodarka et Zapolice.
La gmina borde les gminy de Brojce, Gryfice, Karnice, Kołobrzeg, Rewal, Rymań, et Siemyśl.